# 深い森
「深い森」（ふかいもり）は、日本のロックバンド・Do As Infinityの10作目のシングル。

## 概要
- 前作「Week!」から続く3ヶ月連続シングルの第3弾作品。
- 表題曲はテレビアニメ『犬夜叉』のエンディングテーマに使用された[1]。アニメのタイアップは「遠くまで」以来2作ぶりで、テレビアニメとしては初となった。
- カップリング曲は花王『ラビナス』のCMソングに使用された。同CMのタイアップは「シグナル」以来となった。
- 今作で『ミュージックステーション』に2度目の出演を果たした[注 1][2]。
- 表題曲は後に22ndシングル「君がいない未来」にもカップリング曲として収録されている。
- オリコンチャート初登場5位を獲得。2作連続トップ10入り、初のトップ5入りを果たした。また、シングルとしては初めて日本レコード協会からのゴールド認定を受けた[注 2]。

## 収録曲
| 全作詞・作曲: D・A・I、全編曲: D・A・I、亀田誠治。 |                             |         |            |      |
| #                                                  | タイトル                    | 作詞    | 作曲・編曲 | 時間 |
| 1.                                                 | 「深い森」                  | D・A・I | D・A・I    | 4:05 |
| 2.                                                 | 「翼の計画」                | D・A・I | D・A・I    | 4:05 |
| 3.                                                 | 「深い森 (Instrumental)」   | D・A・I | D・A・I    | 4:05 |
| 4.                                                 | 「翼の計画 (Instrumental)」 | D・A・I | D・A・I    | 4:02 |
| 合計時間:                                          | 合計時間:                   | 16:17   |            |      |

### 解説
1. 深い森
作詞は川村サイコのメンバーである新地佳代子、作曲は長尾大[注 3]。シングル表題曲としては4thシングル「Yesterday & Today」以来となるバラード。メジャーデビュー前からデモ音源が存在していた楽曲で、発売のタイミングを見計らい温められていた[1]。
ミュージック・ビデオはグリュック王国にて撮影された。
2. 翼の計画
3. 深い森 (Instrumental)
表題曲のインストゥルメンタルバージョン。
4. 翼の計画 (Instrumental)
カップリング曲のインストゥルメンタルバージョン。

## タイアップ
- 日本テレビ系列アニメ『犬夜叉』2代目エンディングテーマ (#1)
- 花王『ラビナス』CMソング (#2)

## 収録アルバム
- DEEP FOREST (#1,2)
- Do The Best (#1)
- Do The A-side (#1)
- Do The Best "Great Supporters Selection" (#1)
- The Best of Do As Infinity (#1)
- Anime and Game COLLECTION (#1)
- Lounge (#1)
- Do The Complete (#1)
- 犬夜叉 ベストソング ヒストリー (#1)

## 2 of Us
「深い森 [2 of Us]」（ふかいもり・トゥー・オブ・アス）は、日本のロックバンド・Do As Infinityの1作目の配信限定シングル。

### 概要
- 前作「Mysterious Magic」から約10ヶ月ぶり、16週連続配信企画『2 of Us』の第1弾作品にして初の配信限定シングル。

### 収録曲
1. 深い森 [2 of Us] [4:10]
作詞・作曲：D・A・I
編曲：Ryo Owatari
今回のリアレンジに当たり大渡は原曲の持つ哀愁感を表現するためスライドギターを取り入れたという[1]。

### 収録アルバム
- 2 of Us [BLUE] -14 Re:SINGLES-

## カバー
- 藍井エイル（2016年、シングル『翼』のC/Wとして収録）
- JILUKA（2019年、アルバム『Polyhedron』に収録）
- 燐舞曲（2020年、iOS/Androidのミュージックモバイルゲーム『D4DJ Groovy Mix』に収録）[3]
- 森恵（2020年、アルバム『COVERS2 Grace of The Guitar+』に収録）
- 燐舞曲（2022、『D4DJ Groovy Mix カバートラックスvol.6』）に収